# Vive Latino
El Festival Iberoamericano de Cultura Musical Vive Latino, o simplemente Vive Latino, es un festival de diversos géneros musicales alternativos que se realiza anualmente desde 1998 (excepto 1999, 2002 y 2021), en el Foro Sol de la Ciudad de México, organizado por Ocesa, empresa dedicada al espectáculo. A lo largo de su historia se han presentado varios iconos musicales. El festival originalmente era del género rock, aunque en ediciones recientes se ha abierto las puertas a otros géneros, los cuales van desde la electrónica hasta el regional mexicano. 
A lo largo de sus ediciones, se han presentado tanto agrupaciones consolidadas en el gusto masivo como bandas emergentes y con menor difusión comercial. Aunque la oferta del festival se centra en la presentación de músicos iberoamericanos, paulatinamente se fue incorporando la participación de grupos y solistas invitados provenientes de otras regiones internacionales; anglosajonas, alemanas, austriacas, etc.; lo cual ya se ha vuelto una de las características de su programación.

## Historia
El auge que tuvo el rock en español durante la segunda mitad de la década de los 90, en varias entidades de México (y la masiva capacidad de convocatoria de conciertos, no patrocinados o con fines sociales, realizados durante esa década en instituciones de educación pública, como la Universidad Nacional Autónoma de México y la Universidad Autónoma Metropolitana entre otras), favoreció la atención y el interés de una parte de la industria del entretenimiento. En ese contexto, el rock en español ya no sólo tenía una demanda rentable de consumo discográfico y de difusión, sino que hacía posible la oferta comercial de un festival de música en vivo, atractivo para los inversionistas y patrocinadores que dieron lugar al Vive Latino.
Con respecto a los inicios del festival, Jordi Puig expresó en una entrevista los motivos por los cuales se creó éste festival de música:

En 1998 se empezaba a consolidar una generación de rock en español y yo promovía mucha música en inglés. Nos dimos cuenta que había una buena generación, pero carecía de poder de convocatoria, a menos que fuera en los pocos eventos masivos gratuitos que había. O sea, había el gusto pero nada más. Y en una de estas juntas de lluvia de ideas nos preguntamos qué pasaría si llegáramos a reunir a todas estas bandas. A lo mejor las ve más gente y al tener calidad, podría cada una salir a vender más boletos ya con sus propias giras. Yo tenía la inquietud de hacer un festival de los que vi en Europa, cuando yo vivía por allá, y se unieron las dos cosas. Las ganas de que mucha gente viera a estas bandas de rock en español y las ganas de hacer algo que yo, en su momento, vi en Europa y me parecía fantástico que eran los festivales.

Sus patrocinadores, a lo largo de la historia del evento, han sido MTV, Coca Cola, Movistar, Cervecería Cuauhtémoc Moctezuma, Reactor 105.7 y en su momento la estación de radio Orbita. 
Su primera edición fue en 1998. En esa ocasión, se presentaron cuarenta y dos agrupaciones, cuyas participaciones se programaron en varios escenarios durante dos días. Desde entonces, el festival se realiza anualmente, exceptuando los años 1999 y 2002, en los cuales no se llevó a cabo por cuestiones desconocidas.
En la edición del 2003 se integró un escenario dedicado exclusivamente a la música electrónica. Sin embargo, en ediciones posteriores no se le dio continuidad hasta la edición del 2009 donde se le dio una nueva oportunidad al género electrónico.
El Vive Latino suele ser caracterizado como el festival de Rock más importante del país y la sede obligada de los músicos más reconocidos de esta región. Pero, también, como un espacio favorable para que los asistentes tengan la oportunidad de conocer bandas que, de otra manera, pasarían desapercibidas: algunas, por tener una trayectoria importante, pero corta o reciente; y otras, por su carácter alternativo o "underground".
Además de ser uno de los principales eventos de rock en español, tiene presentaciones de arte urbano como el grafiti con muestras de toda Iberoamérica y el importante espacio cultural Tianguis cultural del Chopo. Tampoco ha cerrado la posibilidad de introducir artistas de otros géneros musicales alternativos como el pop alternativo, jazz, música electrónica, rap y la llamada world music (o música del mundo).
En la edición del festival del año 2011 se implementó un espacio cinematográfico llamado "Carpa Ambulante" organizado por el actor mexicano Diego Luna y Ambulante gira de documentales el cual es un festival de cine itinerante.
De Iberoamérica han participado bandas de países como México, Argentina, Brasil, España, Colombia, Perú, Chile, Costa Rica, Portugal, Panamá, Ecuador, Guatemala, El Salvador, Uruguay; Invitados especiales de países angloparlantes de Jamaica, Estados Unidos, Reino Unido y Australia; de países europeos Alemania y Francia y de países orientales como Japón.

## Impacto Económico & Turístico.
Desde que comenzó, el Festival Vive Latino ha dejado una huella notable tanto en la economía de la ciudad como en la industria musical. Un informe de 2019 de la Secretaría de Turismo de la Ciudad de México señala que este festival es uno de los eventos culturales más relevantes de la capital, con un impacto económico estimado en aproximadamente 250 millones de pesos.
Este impacto económico se explica por varios factores. Para empezar, el festival logra atraer a una gran cantidad de visitantes, tanto nacionales como internacionales, que llegan a la Ciudad de México cada año. De acuerdo con cifras de la Secretaría de Turismo, en 2019 el Vive Latino contó con la presencia de más de 70,000 asistentes provenientes de fuera de la ciudad, lo que resultó en una considerable inyección de divisas a la economía local.

## Ediciones
Las bandas aparecen en orden alfabético como es costumbre en el cartel de cada año, se indican algunos casos de cancelaciones y actos sorpresivos que hubo durante el festival.

### Vive Latino 1998
Fue la primera edición del festival, fue transmitido por televisión a través del sistema de televisión de paga DirecTV por el canal MTV.
28 y 29 de noviembre, número de escenarios (2), bandas participantes:
| - - Ángeles del Infierno - - Aterciopelados - - Café Tacuba - - Cecilia Toussaint - - Control Machete - - Cuca - - Danza Invisible - - El Gran Silencio - - El Tri - - Ely Guerra - - Flor del Lingo - - Guillotina - - Illya Kuryaki and the Valderramas - - Juan Perro (Radio Futura) - - Julieta Venegas - - Julio Revueltas - - Kenny y los Eléctricos - - La Barranca - - La Castañeda - - La Dosis - - La Gusana Ciega | - - La Ley - - La Lupita - - Los de Abajo - - Los Esquizitos - - Los Quehaceres de Mamá - - Los Tres - - Maldita Vecindad y los Hijos del Quinto Patio - - Miguel Ríos - - Molotov - - Ozomatli - - Poncho Kingz - - Resorte - - Riesgo de Contagio - - Ritmo Peligroso - - Salón Victoria - - Santa Sabina - - Sekta Core! - - Tijuana No! - - Titán - - Todos tus Muertos - - Las Víctimas del Doctor Cerebro. |

### Vive Latino 1999
En este año, el Festival no se realizó por motivos desconocidos.

### Vive Latino 2000
En este año fue cuando se realizó la segunda edición del festival, nuevamente con un formato de dos días y dos escenarios, el elenco a presentarse en el festival es mucho más reducido que el anterior, aunque la asistencia del público fue mayor. Hubo la tentativa de tener la participación de DJ entre el primer día y el segundo, de forma que los asistentes pudieran pernoctar dentro del Foro Sol, pero nunca se concretó.
Ha sido el único en registrar un altercado protagonizado por algunas personas del público, quienes lanzaron objetos al escenario durante la actuación del grupo Dover, causando que éstos nunca quisieran regresar a México.
11 y 12 de noviembre, número de escenarios (2), bandas participantes:
| - - Desorden Público - - Divididos - - Dover - - El Gran Silencio - - Ely Guerra - - Enrique Bunbury - - Fishbone - - Havana - - Jaguares - - Julieta Venegas - - Jumbo - - La Castañeda - - La Gusana Ciega - - Los Amigos Invisibles - - Los Auténticos Decadentes | - - Los Fabulosos Cadillacs - - Los Pericos - - Los Tetas - - Molotov - - Panteón Rococó - - Resorte - - Sekta Core! - - Ska-P - - The Wailers (actuaron ambos días) - - Tito & Tarantula - - Todos tus Muertos - - Zurdok - - Cinerama (Ganadores de La Resistencia) - - La Zurda (Ganadores de La Resistencia) |

#### Cambios, cancelaciones y actos sorpresa
- - Puya (cancelado)
- - Los Rabanes (cancelado)

### Vive Latino 2001
En este año se realizó la tercera edición, esta vez duró solo un día. Se contó con un tercer escenario especializado en música electrónica nacional (idea similar que no se llevó a cabo el año anterior).
24 de noviembre, número de escenarios (3), bandas participantes:
| - - Bersuit Vergarabat - - Desorden Público - - El Gran Silencio - - Genitallica - - Havana - - José Fors - - Joselo - - La Lupita - - La Verbena Popular - - Liquits - - Los de Abajo | - - Los Estrambóticos - - Los Pericos - - Lucybell - - Maldita Vecindad y los Hijos del Quinto Patio - - Moderatto - - Panteón Rococó - - Resorte - - Revólver - - Save Ferris - - Zurdok |

Carpa electrónica:
- - Imeca
- - Martin Parra
- - Nortec Collective Presents: Bostich, Fussible, Panóptica + Hiperboreal
- - Nopal Beat: Double Helix, Sussie 4, Fat Naked Lady y Cometa
- - Vatos Locos

#### Cambios, cancelaciones y actos sorpresa
- - Aterciopelados (cancelado)
- - Puya (cancelado)

### Vive Latino 2002
En este año, el festival no se realizó porque la temporada estaba empalmada con las fechas del Gran Premio de México

### Vive Latino 2003
En este año se realizó la cuarta edición; el cartel tiene una asistencia superior de personas comparado a la edición que se realizó en el 2001 teniendo en cuenta que también fue de un solo día. La demanda fue tal que los alimentos y las bebidas no fueron suficientes para satisfacer las necesidades de tanta gente. En esta edición del festival se agregó un cuarto escenario dedicado a las bandas de rap y hip hop nacional.
11 de mayo, número de escenarios (4), bandas participantes:
| - - Aterciopelados - - Babasónicos - - Nortec Collective Presents: Bostich + Fussible - - Café Tacvba - - Cartel de Santa - - El Gran Silencio - - Enanitos Verdes - - Fermín IV - - Genitallica - - Guillotina - - Jumbo - - Kinky - - Los de Abajo - - Los Estrambóticos | - - Los Fancy Free - - Los Tetas - - Martin Parra - - Molotov - - Natalia Lafourcade - - Panda - - Panteón Rococó - - Plastilina Mosh - - Pito Pérez - - Resorte - - Skool 77 - - Sussie 4 - - Televisión Kamikaze - - Ultrasónicas - - Vicentico |

### Vive Latino 2004
En esta quinta edición marca la continuidad ininterrumpida del festival, el formato del mismo contó con tres escenarios y una mayor producción. Este fue el primer cartel que contó con un diseño gráfico temático para el festival, se trató de aviones estilo "Segunda Guerra Mundial". Cabe mencionar que en este año hubo una segunda sede, Guadalajara. Contando con un cartel corto (4 bandas) siendo el Auditorio Benito Juárez el foro que recibió esta guerra de bandas.
Aterciopelados, Vicentico, El Gran Silencio y Molotov fueron disfrutadas por apenas 2300 personas que no llenaron ni 1/3 del foro.
9 de mayo,
Número de escenarios (3), bandas participantes:
| - - Ángeles del Infierno - - Antidoping - - Azul Violeta - - Babasónicos - - Bersuit Vergarabat - - Cartel de Santa - - Catupecu Machu - - Chancho en Piedra - - Circo - - Control Machete - - Cuca - - DLD - - Ely Guerra - - Fobia - - El Haragán y Compañía - - Ill Niño - - Jaime López (con José Manuel Aguilera) | - - Julieta Venegas - - Kinky - - La Barranca - - Liquits - - Los Amantes de Lola - - Los Auténticos Decadentes - - Lost Acapulco - - Lucybell - - Maldita Vecindad y los Hijos del Quinto Patio - - Moderatto - - Rata Blanca - - Santa Sabina - - Televisión Kamikaze - - The Mars Volta - - Vaquero - - Volumen Cero - - Zoé |

#### Cambios, cancelaciones y actos sorpresa
- - Kinky (cancelado)

### Vive Latino 2005
La sexta edición del festival ha sido la última en realizarse con sólo un día de duración, se notó la apertura a bandas más jóvenes que a su vez contrastan con otras más veteranas.
El diseño del cartel consistió en una imagen de la ciudad siendo invadida por extraterrestres. Fue el primero en el que se tuvo presencia de un acto sorpresa: la incursión Café Tacvba dentro del escenario. Además el músico argentino Gustavo Cerati, quien salió a un "palomazo" durante las actuaciones de Los Pericos y Zuker XP.
16 de abril, número de escenarios (3), bandas participantes
| - - Austin TV - - Babasónicos - - Botellita de Jerez - - Café Tacvba - - Cartel de Santa - - Catupecu Machu - - De Saloon - - Desmond Dekker - - División Minúscula - - Ely Guerra - - Grandmama - - Jarabe de Palo - - La Castañeda - - La Lupita - - Liquits - - Lira N' Roll - - Los Abandoned - - Los de Abajo - - Los Estrambóticos - - Los Látigos | - - Los Pericos - - Los Shajatos - - Lvzbel - - Macaco - - Mario - - Moderatto - - Molotov - - Panteón Rococó - - Porter - - Quiero Club - - San Pascualito Rey - - Sussie 4 - - Telefunka - - The Skatalites - - Thermo - - Tolidos - - Vicentico - - Zoé - - Zuker XP |

#### Cambios, cancelaciones y actos sorpresa
- - Los Pericos  (acto sorpresa), Gustavo Cerati (artista invitado).
- - Big Metra (cancelado).

### Vive Latino 2006
En esta séptima edición nuevamente se piensa en el festival como un evento de dos días. El elenco luce más extenso, sin embargo ocurren varios cambios tanto en él como en los horarios de programación incluso el mismo día del evento. Se anuncian dos actos sorpresa, solo uno se cumplió (Babasónicos), el segundo fue improvisado gracias a la cancelación de Celtas Cortos. El cartel mostró un diseño gráfico inspirado en el circo, con personajes característicos del mismo.
13 y 14 de mayo, número de escenarios (3), bandas participantes:
| - - Agora - - Allison - - Amaral - - Austin TV - - Bengala - - Bersuit Vergarabat - - Big Metra - - Brujería - - Charlie Montana - - Chetes - - Desorden Público - - DLD - - Disidente - - División Minúscula - - El Gran Silencio - - Elis Paprika | - - Fobia - - Hummersqueal - - Instituto Mexicano del Sonido - - Joselo - - Julieta Venegas - - Jumbo - - Kinky - - La Gusana Ciega - - Libido - - Los Abandoned - - Los Auténticos Decadentes - - Los Bunkers - - Los de Abajo - - Los Dynamite - - Los Esquizitos - - Los Planetas | - - Los Super Elegantes - - Los Tres - - Lost Acapulco - - Lucybell - - María Daniela y Su Sonido Lasser - - Niña - - Nortec Collective - - Ozomatli - - Palomazo Informativo - - Panda - - Panteón Rococó - - Pato Machete - - Plástiko - - Plastilina Mosh - - Porter - - Rastrillos | - - Resorte - - San Pascualito Rey - - Satin Dolls - - Six Million Dollar Weirdo - - Tex Tex - - Thermo - - Titán - - Tolidos - - Turf - - Vaquero - - Las Víctimas del Doctor Cerebro - - Yucatán a Go-Go - - Zoé - - Zurdok |

#### Cambios, cancelaciones y actos sorpresa
- - Babasónicos (acto sorpresa).
- - Palomazo del Rock Mexicano - con Ceci Bastida, Sabo Romo, José Fors, Lino Nava, José Manuel Aguilera, Rubén Albarrán, Héctor Quijada, Cala de Villa - (acto sorpresa).
- - Bebe (cancelado).
- - Yellowcard (cancelado).
- - Motel (cancelado)
- - Celtas Cortos (cancelado).
- - Cabezones (cancelado).

### Vive Latino 2007
En esta octava edición, la mayor parte del elenco se integró de bandas jóvenes, así como también actos internacionales y bandas hispanoamericanas clásicas. Esta edición pulió las fallas de la anterior con una mayor organización y un cartel cuyas modificaciones fueron bandas agregadas y no cancelaciones. El diseño del cartel consistió en la tecnología inspirado en el uso de la música, la digitalización y la evolución de cómo concebimos la música en la actualidad.
5 y 6 de mayo, Escenarios (3), bandas participantes:
| - - Austin TV - - Becker - - Bengala - - Café Tacuba - - Calle 13 - - Canseco - - Chetes - - Chikita Violenta - - Cuca - - Desorden Público - - Devendra Banhart - - División Minúscula - - El Columpio Asesino - - El Cuarteto de Nos - - El Tri - - Ely Guerra - - Fenómeno Fuzz | - - Finde - - Flavio Mandinga Project - - Fobia - - Furland - - Gondwana - - Gustavo Cerati - - Hana - - Instituto Mexicano del Sonido - - Jessy Bulbo - - Jorge González Ríos (Los Prisioneros) - - Jumbo - - Kill Aniston - - Kinky - - La Gusana Ciega - - La Tremenda Korte - - Liquits - - Los Amigos Invisibles | - - Los Bunkers - - Los Concorde - - Los Dynamite - - Los Gatos - - Los Licuadoras - - Los Músicos de José - - Los Odio - - Los Piojos - - Lucybell - - Monocordio - - No Somos Machos PSM - - Nortec Collective - - Ozomatli - - Pastilla - - Porter - - Quiero Club - - Rata Blanca | - - Réplica - - San Pascualito Rey - - Satin Dolls - - Sergent García - - Six Million Dollar Weirdo - - Sonidero Nacional - - Sr. Bikini - - Steel Pulse - - Tanke - - The Cosmetics - - The Locos - - The Magic Numbers - - Transmetal - - Ventilader - - Veo Muertos - - Volován - - Zoé |

### Vive LatinoChile 2007
Se trata del primer intento de exportación del festival a Chile, fue realizado en el Club Hípico en la ciudad de Santiago de Chile.
Con respecto a este festival, Jordi Puig, fundador y director del Vive Latino comentó en una entrevista lo siguiente cuando se le cuestionó acerca de la exportación del festival a otros países:

Hicimos un Vive Latino en Chile, bastante exitoso, en el 2007 y podría ser algo que considerase en el futuro. A nosotros, los que hacemos el Vive, nos encanta hacerlo, nos encanta el proceso y nos gusta el aprender de nuevas bandas. Somos un grupo muy grande. De hecho, nuestro calendario laboral está conforme al Vive Latino. De repente, al núcleo pequeño del festival nos cuesta trabajo desprendernos de toda esa dinámica. Somos tantos que ya sería cosa de mover un monstruo de dimensiones muy interesantes. Pero bueno, quizás como concepto si podría ser algo para exportar.

15 de abril, número de escenarios (3), bandas participantes:
| - - Alamedas - - Attaque 77 - - Babasónicos - - Casanova - - Catupecu Machu - - Chancho en Piedra - - Chetes - - Cholomandinga - - Cutus Clan - - De Saloon - - Difuntos Correa - - Divididos - - División Minúscula - - El Cruce - - El Otro Yo - - Fahrenheit - - Fiskales Ad-Hok - - Flavio Mandinga Project - - Francisca Valenzuela - - Funk Attak - - Funkreal - - Golem - - Gonzalo Yáñez - - Horcas - - Jorge González Ríos (Los Prisioneros) - - Juana Fé - - Keane | - - Keko Yoma y Guachupé - - La Floripondio - - La Mano Ajena - - La Tabaré - - Los Amigos Invisibles - - Los Bunkers - - Los Ex - - Los Jaivas - - Los Miserables - - Los Tres - - Papanegro - - Plastilina Mosh - - Quique Neira + Go - - Rata Blanca - - Rubia - - Santo Barrio - - Siloe de Izan - - Silvestre - - Sin Perdón - - Sinergia - - Sonora de Llegar - - Teleradio Donoso - - The Ganjas - - Tiro de Gracia - - Tronic - - Vicentico - - Zoé |

#### Cambios, cancelaciones y actos sorpresa
- - Panda (cancelado).

### Vive Latino 2008
En esta novena edición se cumplen los 10 primeros años de que nació el festival, se nota en el elenco pues aparecen muchas de las bandas que se incluyeron en las dos primeras ediciones, aunque también siguen apareciendo grupos más jóvenes.
Como parte de la celebración de los 10 años del festival, la publicidad del evento creó varios carteles, cuya característica principal es la "unidad" representado por varios tipos de familia.
24 y 25 de mayo, Escenarios (3), bandas participantes:
| - - Agora - - Los Ángeles del Infierno - - Árbol - - Babasónicos - - Bersuit Vergarabat - - Black Rebel Motorcycle Club - - Botellita de Jerez - - Caramelos de Cianuro - - Ceci Bastida - - Dante Spinetta - - Descartes a Kant - - Disidente - - DLD - - El Gran Silencio - - El Haragán y Compañía - - El Otro Yo - - Electric Co. - - Emmanuel Horvilleur | - - Flavio Mandinga Project - - Gerardo Enciso - - Insite - - Jackie’O - - Jarabe de Palo - - Javiera Mena - - Kapanga - - Kill Aniston - - La Habitación Roja - - Lawson - - Le Baron - - Liquits - - Los Auténticos Decadentes - - Los Cafres - - Los Caligaris - - Los Daniels - - Los Dynamite - - Los Fancy Free | - - Los Lobos - - Los Mentas - - Los Odio! - - Los Straitjackets - - Los Tres - - Lost Acapulco - - Maldita Vecindad y los Hijos del Quinto Patio - - Niña - - Nortec Collective Presents: Bostich + Fussible - - Panda - - Pánico Ramírez - - Panteón Rococó - - Pato Machete - - Payro - - Quiero Club - - Ratones Paranoicos - - Reel Big Fish | - - Salvador y Los Leones - - Santa Sabina - - Six Million Dollar Weirdo - - Sonidero Nacional - - Sussie 4 - - Tex Tex - - The Volture - - The Wailers - - Thermo - - Todos tus Muertos - - Tolidos - - Tren Loco - - Troker - - Urlaub in Polen - - Ventilader - - Las Víctimas del Doctor Cerebro - - Yokozuna |

#### Cambios, cancelaciones y actos sorpresa
- - Illya Kuryaki & The Valderramas (acto sorpresa)
- - Los Piojos (cancelado)
- - Plastilina Mosh (cancelado)

### Vive Latino 2009
La décima edición del festival se pretendía realizar los días 16 y 17 de mayo, sin embargo, debido a la alerta sanitaria por la pandemia de gripe A en la Ciudad de México, se recorrió a las fechas 27 y 28 de junio. Esto provocó que se afectara el elenco anunciado, pues una de las bandas estelares (Gogol Bordello) tuvo que cancelar su participación por conflictos en su agenda, lo mismo que Polka Madre. No obstante el festival transcurrió de manera normal.
Fue la primera edición en la que se implementó la llamada "Carpa Intolerante" el nuevo escenario dedicado al sello discográfico "Discos Intolerancia", y que muestra diversos tipos de música que no son necesariamente rock, como fusiones, jazz, progresivo, etc. Nuevamente se muestran varios carteles, emulando las olimpiadas de México 1968 que retratan deportistas de algunas disciplinas olímpicas como los clavados, la halterofilia, el atletismo, el fútbol, etc.
27 y 28 de junio, Escenarios (4), bandas participantes:
| - - Adanowsky - - Alejandro Otaola & Fractales - - Alonso Arreola - - Andrés Calamaro - - Ana Tijoux - - Atto & The Majestics - - Banda Bostik - - Banda de Turistas - - Bengala - - Bill - - Blasted Mechanism - - Cabezas de Cera - - Casino - - Cienfue - - Consumatum Est - - Clondementto - - Desarmado - - Dirty Karma - - Disco Ruido - - División Minúscula - - El Clan - - Enjambre - - Fenómeno Fuzz | - - Fidel Nadal - - Finde - - Fratta - - Gepe - - Gogol Bordello - - Gondwana - - Guillotina - - Hana - - Hello Seahorse! - - Hummersqueal - - Inspector - - Instituto Mexicano del Sonido - - Ira - - Jaguares - - Jaramar - - Kinky - - La Castañeda - - La Fuga - - La Gusana Ciega - - La Lupita - - La Pulquería - - La Vela Puerca - - Lemons | - - Little Joy - - Los Bunkers - - Los Caligaris - - Los Concorde - - Los Daniels - - Los Dorados - - Los Esquizitos - - Los Fabulosos Cadillacs - - Los Gatos - - Los Marty - - Los Weeds - - Maligno - - Marky Ramone - - Molotov - - Mongol Gol Gol - - Monocordio - - Neon Walrus - - Niña Dioz - - Nortec Collective Presents: Bostich + Fussible - - Oh My Oh - - Paté de Fuá - - Petra | - - Pila Seca - - Play & Móvil Project - - Polka Madre - - Rescate - - Ritmo Peligroso - - Salón Victoria - - Satin Dolls - - Santiago Behm - - Sekta Core! - - Silverio - - Simplifires - - Sr. Mandril - - The Satura - - Un Mexicano Enojado - - Vetusta Morla - - Las Víctimas del Doctor Cerebro - - Volován - - Ximena Sariñana - - Yokozuna - - Zanate y Asociados - - Zoé - - Zordem. |

#### Cambios, cancelaciones y actos sorpresa
- - Gogol Bordello (cancelado)
- - Polka Madre (cancelado)
- - Austin TV (acto sorpresa)

### Vive Latino 2010

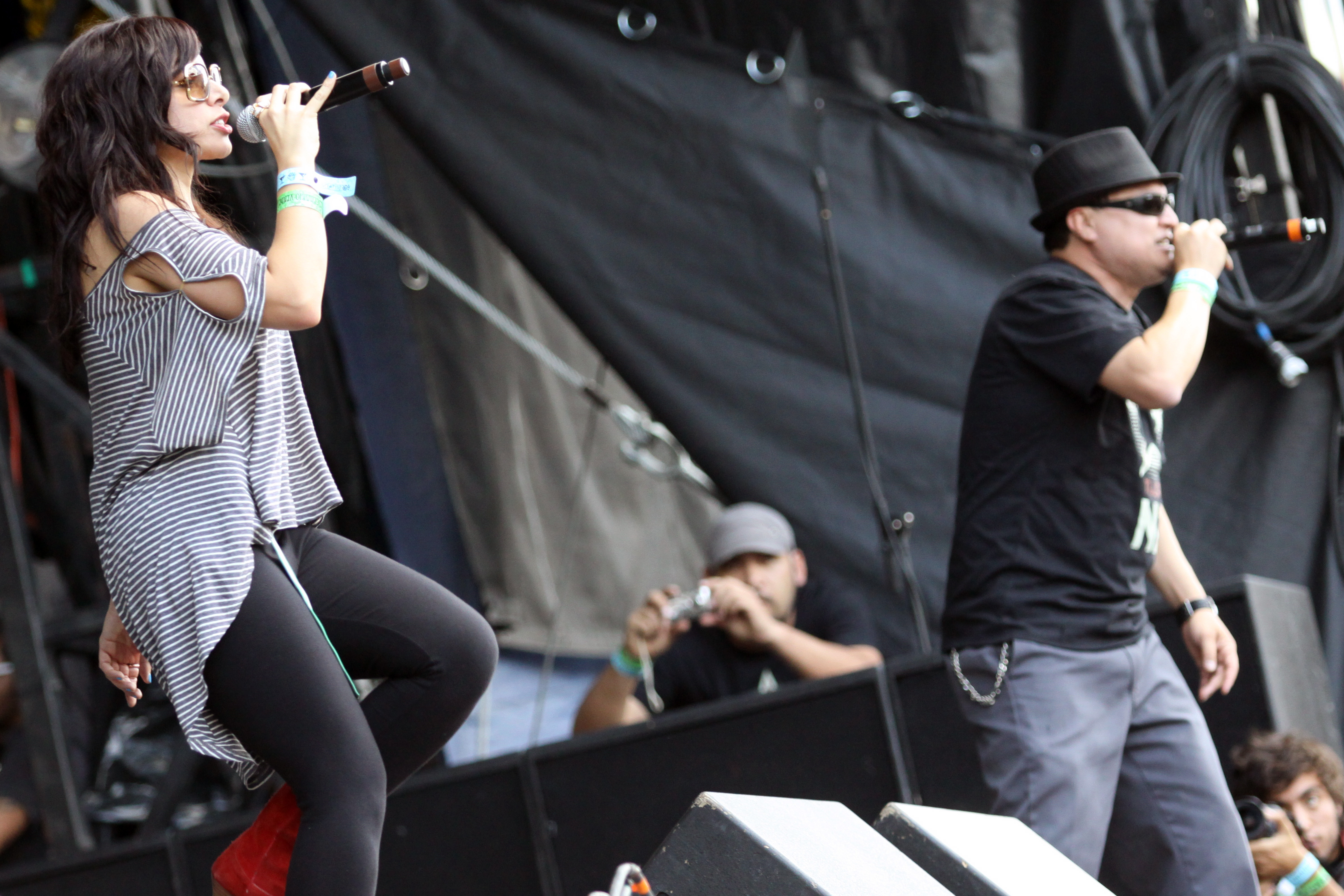
Tijuana No! en el Vive Latino 2010.

En la undécima edición se anuncian tres fechas para el festival, aunque la primera mostró un evento de "exhibición" donde se presentó la Opera Rock Dr. Frankenstein de José Fors. Los días siguientes se presentó la programación normal de las ediciones pasadas.
El cartel del evento muestra una imagen de una mujer vendiendo frutas y flores, que tiene un bajo eléctrico en la mano, como un tradicionalismo mexicano debido al festejo del Bicentenario de la Independencia de México.
23, 24 y 25 de abril, Escenarios (4), bandas participantes:
| - - Agora - - Aguamala - - Andres Cantisani - - Alyosha Barreiro - - Astro - - Aterciopelados - - Attaque 77 - - Austin TV - - Banda de Turistas - - Bocafloja - - Calexico - - Calle 13 - - Carca - - Cecilia Toussaint (Con el grupo Arpía) - - Celso Piña - - Chetes - - Cienfue - - Corcobado - - Cráneo de Jade - - Crista Galli - - Cuca - - Dapuntobeat - - Deftones - - Descartes a Kant | - - DLD - - Doctor Krápula - - Dr. Frankenstein - - El Cuarteto de Nos - - Ely Guerra - - Emilio Rodríguez & The Celtics - - Empire of the Sun - - Enjambre - - Estados Alterados - - Francisca Valenzuela - - Furland - - Juan Pablo Villa - - Julieta Venegas - - Kafka Jones - - Kapanga - - Kenny y los Eléctricos - - Klezmerson - - Kimah - - Kumbia Queers - - La Banderville - - La Chilanga Habanera - - Latin Bitman - - Le Butcherettes - - Le Baron - - Liber Terán | - - Lira N' Roll - - Los Abominables - - Los Amantes de Lola - - Los Amigos Invisibles - - Los Auténticos Decadentes - - Los Mentas - - Los Músicos de José - - Los Negretes - - Los Odio! - - Los Románticos de Zacatecas - - Los Tres - - Lost Acapulco - - Mägo de Oz - - Malacates Trébol Shop - - Manuel García - - Misterio - - Monte Negro - - Muna Zul - - Mystica Girls - - Nacho Vegas - - Nos Llamamos - - Ozomatli - - Panteón Rococó - - Paté de Fuá | - - Pato Machete - - Pedro Piedra - - Polka Madre - - ¡Qué Payasos! - - Quiero Club - - Rise Against - - Rodrigo y Gabriela - - Rostros Ocultos - - Salón Victoria - - She’s a Tease - - Silverio - - Ska-P - - Sonex - - Sussie 4 - - Thermo - - Tijuana No! - - Todos Tus Muertos - - Troker - - Ventilader - - Veo Muertos - - Vetusta Morla - - Vicente Gayo - - Las Víctimas del Doctor Cerebro - - Victoria Mil |

#### Cambios, cancelaciones y actos sorpresa
- - Attaque 77 (cancelado)
- - Misterio (cancelado)
- - Hello Seahorse! (acto sorpresa)
- - San Pascualito Rey (acto sorpresa)

### Vive Latino 2011
En la duodécima edición se formalizan los tres días para el evento, sólo que el primer día duró menos que los días restantes. La presencia del festival en los medios de comunicación es cada vez más notable.
Ha sido el primer año en que el festival cuenta con una carpa especializada en cine donde se proyectaron algunos documentales musicales de grupos como Café Tacuba, Joy Division, The White Stripes, Manchuria, Enrique Bunbury, etc. La Carpa Ambulante, traída por el actor mexicano Diego Luna. Su gráfica se inspiró en el arte prehispánico.
También este año no hubo el "Escenario Azul" (se encuentra en el Autódromo Hermanos Rodríguez) y lo cambiaron de dirección y nombre. Se llamó "Escenario Indio" (por el patrocinio de Cerveza Indio) y lo pasaron a un pequeño estadio de fútbol.
El diseño de este año trató de 4 Dioses que forman a un Dios de la música.
Esta edición tuvo, como evento relevante y de mayor importancia, el regreso a los escenarios de Caifanes con su alineación original y la inclusión de Alejandro Marcovich, lo que provocó que haya sido la edición de mayor audiencia en su historia, con un lleno total del recinto en segundo día del evento, que fuera la única banda en participar en ese horario.
8, 9 y 10 de abril, Escenarios (4), bandas participantes:
| - - 2 Minutos - - Adanowsky - - Agrupación Cariño - - Albert Pla - - Alika y Nueva Alianza - - Alonso Arreola - - Alyosha Barreiro - - Andrea Balency Trío - - Ana Tijoux - - Ansia - - Atto & the Majestics - - Azul Violeta - - Babasónicos - - Bam-Bam - - Banda de Turistas - - Bengala - - Bogo - - Bomba Estéreo - - Caifanes - - Candy - - Carla Borghetti - - Carla Morrison - - Carlos Ann - - Cero Absoluto - - Charly García - - Chikita Violenta - - DeVotchKa - - Disco Ruido - - Djamra - - Doctor Krápula - - Dorian | - - Draco Rosa - - El Guincho - - Electric Co. - - Eljuri - - Elis Paprika - - Enjambre - - Enanitos Verdes - - Famas Loop - - Fidel Nadal - - Finde - - Fobia - - Frontline Guerrilla Sonora - - Ginger Ninjas - - Gula - - Hana - - Here Comes the Kraken - - Hong Kong Blood Opera - - Hummersqueal - - Jane's Addiction - - Jarabe de Palo - - Jessy Bulbo - - Joe Volume - - La Barranca - - La Dosis - - La Gusana Ciega - - La Hora de la Hora - - La Internacional Sonora Balkanera - - La Pulquería - - Las Pastillas del Abuelo - - Les Estuches | - - Letz Zep - - Líber Terán - - Liquits - - Los Bunkers - - Los Coronas - - Los Daniels - - Los de Abajo - - Los Dorados - - Los Elásticos - - Los Estrambóticos - - Los Licuadoras - - Los Pellejos - - Los Pericos - - Macaco - - Madame Recaimer - - Mala Rodríguez - - Manchuria - - Mara (con Charlie Monttana) - - Marlento - - Nana Pancha - - Natalia Lafourcade - - No Te Va Gustar - - Nortec Collective presents: Bostich + Fussible - - Ollimextli Sexto Sol - - Omar Rodriguez-Lopez Group - - Payro - - Peoples Project - - Pito Pérez - - Proyecto Gecko - - Puerquerama | - - Radaid - - Rana Santacruz - - Raxas - - Rebel Cats - - Rev in Micro - - Rey Pila - - Ritalín - - Ruido Rosa - - Rulo y La Contrabanda - - San Pascualito Rey - - Sara Valenzuela - - Sepultura - - Seven Rays - - She's a Tease - - Sho Trío - - Sonidero Meztizo - - Tanke - - Telefunka - - Telesis - - The Chemical Brothers - - The National - - The Pinker Tones - - The Plastics Revolution - - Tokyo Ska Paradise Orchestra - - Toño Zúñiga y Alfa Omega - - Torreblanca - - Turbina - - Velandia y La Tigra - - Vicente Gayo - - Yokozuna |

#### Cambios, cancelaciones y actos sorpresa
- - Quiero Club (acto sorpresa)
- - Zoom: Tributo a Gustavo Cerati (acto sorpresa)
- - Loquillo y Los Trogloditas (cancelado)

### Vive Latino 2012
La decimotercera edición del festival se celebró del 23 al 25 de marzo, siendo la segunda edición consecutiva de tres días de duración.
Los escenarios aparecieron con nombre de los patrocinios al festival como la Cerveza Indio y Danup, este también fue el cuarto año consecutivo de la Carpa Intolerante así como de la Carpa Ambulante, nuevamente presentando documentales de la escena de la música alternativa en el mundo y fueron presentados por invitados especiales.
El cartel publicitario muestra el diseño de cinco cabezas entrelazadas en forma de círculo cromático, dando la impresión de un público lleno.
23, 24 y 25 de marzo. Número de escenarios (4). Bandas participantes:
| - - Adhesivo - - Alfonso André - - Amandititita - - Antidoping - - Antoine Reverb - - Astro - - Atto & the Majestics - - Austin TV - - Black Tide - - Boxer - - Brainkiller - - Café Tacvba - - Caramelos de Cianuro - - Capo - - Caravana - - Carla Morrison - - Catupecu Machu - - Comisario Pantera - - Dedo Caracol - - Def con Dos - - Dënver - - Descartes a Kant - - Disidente - - DLD - - Dr. Fanatik - - Eddie y los Grasosos - - El Brujo - - El Columpio Asesino - - El Haragán y Compañía - - El Personal - - Enrique Bunbury | - - Esperantho - - Estirpe - - Fatboy Slim - - Flema - - Forastero & Manicomio Clan - - Foster the People - - Francisca Valenzuela - - Furland - - GG Bross - - Gogol Bordello - - Hello Seahorse! - - Hocico - - Hoppo! - - Hueco - - Illya Kuryaki & The Valderramas - - Instituto Mexicano del Sonido - - Jaime López - - Jauría - - Javiera Mena - - Jazztec - - Jinetes Eléctricos - - Juan Cirerol - - Jumbo - - Kapanga - - Kasabian - - Kinky - - La Lupita - - La Vida Bohème - - Los Caligaris - - Los Drama Queers - - Los Esquizitos - - Los Infierno | - - Los Kung-Fu Monkeys - - Los Meffisto - - Los Patita de Perro - - Lost Acapulco - - Madness - - Mal'akh - - Mamá Pulpa - - Mamastróficos - - Manel - - Manos de Topo - - Maskatesta - - Mexican Dubwiser - - Molotov - - Monareta - - Monocórdio - - Napoleón Solo - - Niña - - Nonpalidece - - Paté de Fuá - - Pedro Piedra - - Perrosky - - Phito Torres - - Puerquerama - - Qbo - - Rebel Cats - - Ricardo "Zanate" Asociados - - Riesgo de Contagio - - Ritmo Machine - - Ritmo Peligroso - - Robota - - Rod Levario - - Screaming Headless Torsos | - - Sekta Core! - - Selectro-on - - SFDK - - Shokora - - Skampida - - Siddhartha - - Sr. Flavio - - Sol Pereyra - - Sonido San Francisco - - Suave as Hell - - Systema Solar - - Tamales de Chipil - - Tanke - - The Horrors - - The Sconek-t - - The Volture - - The Wookies - - Toy Selectah - - Triciclo Circus Band - - Tropikal Forever - - Tungas - - TV on the Radio - - URSS Bajo el Árbol - - V for Volume - - Venado Azul - - Vesspa - - Vetusta Morla - - Vicente Gayo - - Voltax - - Wrokk - - Zaide - - Zoé |

#### Cambios, cancelaciones y actos sorpresa
- - Torreblanca (acto sorpresa)
- - Liquits (acto sorpresa)

### Vive Latino 2013
En esta decimocuarta edición se ha anunciado con anticipación la fecha del festival, el cual será del 15 al 17 de marzo.
Antes de que se anunciara la cartelera oficial para el festival, los organizadores dieron el nombre de la primera banda "confirmada" que tocaría en el evento: Los Fabulosos Cadillacs.
El día 4 de diciembre de 2012, el cartel oficial fue anunciado a las 12:00 horas tiempo de la Ciudad de México (GMT -06:00). Como dato curioso, la página de Internet oficial del Vive Latino estuvo no disponible por la cantidad de personas que entraron al mismo tiempo a enterarse de la cartelera.
En esta edición también contarán con la "Carpa Intolerante" y la "Carpa Ambulante". Además, se agregaron 2 nuevas carpas llamadas "Sonidero Doritos" y "Carpa Cabo San Roque".
La carpa "Sonidero Doritos" tendrá varias participaciones de dj's y mixers que tendrán música continua durante el horario activo del festival, modificando y trayendo de nuevo la idea planteada en la edición del Vive Latino del año 2000. Se destaca la participación de Joselo Rangel de Café Tacvba, Paco Ayala de Molotov bajo el pseudónimo de "DJ Inchadou", Sergio Acosta de Zoé como "Memory Man", José Luis Pardo de Los Amigos Invisibles como "Dj Afro" y muchos artistas más.
La carpa del colectivo catalán "Cabo San Roque" exhibirán una máquina sonora mecánica-automática llamada "Los árboles aullaron" (Bibidxía ca dxa bacuá) que está compuesta de 4 árboles (árbol metalófono, árbol de botellas sopladas, árbol de percusión de ollas de peltre y árbol de slide guitars) y 2 agrupaciones florales (agrupación floral de alcatraces de aliento y agrupación floral de percusión metálica) y que está inspirada en la frondosidad vegetal mexicana, todo ello hecho con materiales reciclados tanto industriales como materiales hogareños. Se realizarán cuatro actos durante el día, con una duración de 20 minutos cada uno.
El día jueves 14 de marzo de 2013 se anunció que se suspendían las actividades del primer día del festival por una doble neumonía del cantante Morrisey. Las bandas restantes que se presentarían ese mismo día (Enjambre, Pegasvs y Centavrvs) harían sus presentaciones el día siguiente.
Las bandas anunciadas son:
| - - A Band of Bitches - - Afrodita - - Aiken - - Alex Anwandter - - Apolo - - Arianna Puello - - Armando Palomas - - Arreola & Carballo - - Balkanbeats - - Banda de Turistas - - Bengala - - Blur - - Bomba Estéreo - - Bosnian Rainbows - - Cabo San Roque - - Camila Moreno - - Candy - - Carla Morrison - - Celso Piña - - Centavrvs - - Chicha Libre - - Chico Trujillo - - Comisario Pantera - - Corizonas - - Cultura Profética - - Dapuntobeat - - Dardo - - De Nalgas - - División Minúscula - - DLD - - Dorian - - Dread Mar-I - - El Cuarteto de Nos | - - Él Mató a un Policía Motorizado - - El Tri - - Enjambre - - Esteman - - Faltosos - - Fenómeno Fuzz - - Flip Tamez - - Fobia - - Francois Peglau - - Franny Glass - - Garrobos - - Gepe - - Golden Ganja - - Here Comes the Kraken - - Inclanfunk - - Japandroids - - Jenny and the Mexicats - - Jovanotti - - Juan Cirerol - - Kchiporros - - La Banderville - - La Furia con Lujuria Sonidera - - Las Víctimas del Doctor Cerebro - - Lazcano Malo - - Le Baron - - Leider - - Liber Terán - - Los Aguas Aguas - - Los Amigos Invisibles - - Los Ángeles Azules - - Los Auténticos Decadentes | - - Los Cuchillos - - Los Daniels - - Los Estrambóticos - - Los Fabulosos Cadillacs - - Los Jaigüey - - Los Macuanos - - Los Punsetes - - Los Románticos de Zacatecas - - Los Viejos - - Love of Lesbian - - Mala Rodríguez - - Max Capote - - Mompox - - Monsieur Periné - - Mostro - - Motor - - Nabuzenco - - Naftalina - - Natalia Lafourcade - - Negros Vivos - - Nortec Collective Presents: Bostich + Fussible - - Ocean's Acoustic - - Odisseo - - Ondatrópica - - Orka - - Orquesta Garash - - Panteón Rococó - - Pato Machete - - Pegasvs - - Pez Diablo - - Porter - - Puerto Candelaria | - - Quinto Sol - - Radio Kaos - - Rarefolk - - Real de Catorce - - Red Oblivion - - Renoh - - Salón Victoria - - Seward - - Señor Loop - - Silversun Pickups - - Ska-P - - Sonido Changorama - - Sonido San Francisco - - Sonido Desconocido - - Sonido Gallo Negro - - Sonido Landon - - Soziedad Alkoholika - - Split Heaven - - Sussie 4 - - Tame Impala - - Tex Tex - - The Drágulas - - Tío Gus - - Twin Tones - - Ulises Hadjis - - Underworld - - Vía Rústica - - Violadores del Verso - - Volcán - - Xoel López - - Yeah Yeah Yeahs - - Yokozuna - - !Deladap |

#### Cambios, cancelaciones y actos sorpresa
- - Morrissey (cancelado)
- - Enjambre (Cambio de día y horario) 14/03/2013 -> 15/03/2013
- - Pegasvs (Cambio de día y horario) 14/03/2013 -> 15/03/2013
- - Centavrvs (Cambio de día y horario) 14/03/2013 -> 15/03/2013

### Vive Latino 2014
La decimoquinta edición el festival Vive Latino se realizó del 27 al 30 de marzo, se dio a conocer con 4 meses de anticipación la fecha de realización.
Originalmente, y con casi 10 meses de anticipación, los organizadores habían mencionado que la fecha del evento sería del 3 al 6 de abril, lo cual, quedó descartado moviendo la fecha del festival una semana antes.
El día 9 de diciembre del 2013, a las 12:00 p. m. (GMT -6) se dio a conocer una lista previa de los grupos y solistas que conformarían esta edición del festival.
El día 24 de enero de 2014 los administradores del festival anunciaron en las cuentas oficiales del Vive Latino que más solistas y grupos se agregarían a su lista de artistas confirmados. Los nuevos artistas se dieron a conocer el día 27 de enero de 2014.
Esta edición contó con la "Carpa Intolerante" y la "Carpa Ambulante". Además, similar a su edición anterior, contó con una carpa donde se presentaron DJ's llamada "Carpa Gozadero".
Cabe destacar que el tercer día del festival Los Tigres del Norte se presentaron en el escenario principal siendo el último acto de dicho escenario, programados con el horario de 22:40 a las 00:10; sin embargo, extendieron su acto hasta las 00:42, siendo la presentación más larga que ha tenido el festival.
Debido a cuestiones ajenas al festival, DJ Rashad & DJ Spinn cancelaron su presentación en la "Carpa Gozadero" siendo sustituidos DJ Zutzut! el cuarto día del festival.
| - - 2 Many DJ's - - AFI - - Alerta Kamarada - - Alex Otaola & Iraida Noriega - - Amandititita - - Ana Tijoux - - Arcade Fire - - Atto & The Majestics - - Aurora - - Autoramas - - Banda Bastón - - Banda Bostik - - Búngalo Dub ft. Lengualerta - - Caballeros del Plan G - - Cállate Mark - - Calle 13 - - Caloncho - - Camila Moreno - - Carlos Marks - - Carlos Méndez - - Carmen Costa - - Carnavale Di Vendetta - - Ceci Bastida - - Chancha Vía Circuito - - Charlie Monttana - - Che Sudaka - - ChocQuibTown - - Clubz - - Coctél Intergaláctico - - Coda - - Cómo Asesinar a Felipes - - Consulado Popular - - Copper Gamins - - Cut Copy - - Dancing Mood - - Daniela Spalla - - Daniel Maloso - - Dani Umpi - - De La Tierra - - Diamante Eléctrico - - Diplo - - DJ Rupture - - Doctor Krápula - - El Chávez - - El Freaky - - El Gran Silencio - - Elis Paprika - - Ely Guerra - - Emir Kusturica and The No Smoking Orchestra - - Enanitos Verdes - - Estelares - - Fermín IV - - Fito Páez | - - Frikstailers - - Furland - - Gaia - - Guadalupe Plata - - Helado Negro - - Hello Seahorse! - - I Can Chase Dragons! - - Javier Estrada - - Jessica Hernández & The Deltas - - Juan Soto - - Juana Fe - - Juana Molina - - Julieta Venegas - - Jumbo - - Kakkmaddafakka - - Komodo - - Kraken - - L.A. - - La Bien Querida - - La Castañeda - - La Gusana Ciega - - Lao - - La Ley - - La Santa Cecilia - - La Vela Puerca - - La Vida Bohème - - Leo Justi - - Liquits - - Little Jesus - - Lori Meyers - - Los Bunkers - - Los Cafres - - Los Caligaris - - Los Choclok - - Los Esquizitos - - Los Fascinantes - - Los Fontana - - Los Infierno - - Los Inmortales SA - - Los Marty - - Los Planetas - - Los Rastrillos - - Los Rumberos de Boston - - Los Tigres del Norte - - Los Tiros - - Los Tres - - Love of Lesbian - - Lunice - - Luzbel - - Machingon - - Mad Professor - - Maldita Vecindad y los Hijos del Quinto Patio - - Mooi - - Motorama | - - Nine Inch Nails - - No Te Va Gustar - - Odisseo - - Of Montreal - - Onda Vaga - - Outernational - - Pablito Mix - - Pato Watson - - Pedro Piedra - - Pellejos - - Placebo - - Proyecto Maconha - - Quantic - - Radaid - - Rebel Cats - - Reyno - - Rey Pila - - Royal Club - - Rusko - - RVSB - - Sangre Maíz - - Saoko - - Schlachthofbronx - - Segregados - - Seis Peatones - - Siete Catorce - - Silverio - - Simpson Ahuevo - - Sonido La Changa - - Sonido Martines - - Sonido San Francisco - - Sonido Sonorámico - - Sonido Super Chango - - Sr. Bikini - - Standstill - - Tako - - Technicolor Fabrics - - The Burning of Rome - - The Cavernarios - - The Polyphonic Spree - - The Sexican - - The Wookies - - Todd Clouser & A Love Electric - - Torreblanca - - Troker - - Twenty One Pilots - - Un Día de Octubre - - URSS Bajo el Árbol - - Vicente Gayo - - Vintage Trouble - - Yokozuna - - Zoé - - Zurdok - - Zutzut! |

#### Cambios, cancelaciones y actos sorpresa
- - Cadena Perpetua (cancelado)
- - DJ Rashad & DJ Spinn (cancelado)
- - Primal Scream (cancelado)
- - La Esfinge (acto sorpresa)[9]

### Vive Latino 2015
En esta decimosexta edición el festival se realizó del 13 al 15 de marzo y se dio a conocer con 7 meses de anticipación la fecha de realización.
Al igual que en las ediciones 2010 y 2012, se ofrecieron boletos en preventa 4 meses antes del inicio del festival (generalmente la preventa de los mismos es un mes antes).
El 27 de noviembre de 2014 a las 16:00 horas (GMT -6), se dieron a conocer las primeras bandas y solistas que conformarían la decimosexta edición del Vive Latino.
Al igual que el año pasado, la carpa llamada Momentos Indio albergaba actos sorpresa. Los otros escenarios eran Indio, Tecate, Rockampeonato Telcel, Doritos Gozadero, Intolerante, y Ambulante (donde se proyectaban documentales).
| - - 2 Minutos - - 3.er. Acto - - 424 - - A Band of Bitches - - Agarrate Catalina - - AJ Dávila - - Andre VII - - Apanhador Só - - Apocalyptica - - Ases Falsos - - Aterciopelados - - Babasónicos - - Barrio Chachín - - Bomba Estéreo - - Brandon Flowers - - Bufi - - Caifanes - - Camilo Séptimo - - Cartel de Santa - - Catupecu Machu - - Centavrvs - - Cocotaxi - - Compass: Instituto Mexicano del Sonido & Toy Selectah - - Corazón Attack - - Cuca - - Dave Crowe - - Dave Matthews Band - - Decibel - - Dengue Dengue Dengue - - Dënver - - Detonantes - - Die Antwoord - - Disko Balkan (DJ Set) - - DLD - - El Columpio Asesino - - El Gran Karim & Aztek 732 - - El Hijo de la Cumbia - - Él Mató a un Policía Motorizado - - Enjambre - - Erszebeth - - Galatzia - - Garbage - - Genitallica - - Gil Cerezo | - - Happy Mondays - - Hawaiian Gremlins - - Interpol - - Interpuesto - - Iraida Noriega y La Groovy Band - - Jandro - - Jefes del Desierto - - Joliette - - Jorge Drexler - - Juan Cirerol - - Julie Doppler - - K.e.e.n.e. - - La Lupita - - La Milixia - - La Minitk del Miedo - - La Revolución de Emiliano Zapata - - La Sucursal de la Cumbia - - La Tostadora - - Leiden - - Los Ángeles Negros - - Los Elásticos - - Los Fresones Rebeldes - - Los Románticos de Zacatecas - - Los Rusos Hijos de Puta - - Los Victorios - - Louie Fresco - - Lucybell - - Lumumba - - María del Pilar - - Mariel Mariel - - Mastodon - - Matías Aguayo - - Mc Peligro - - Meketrefe - - Metrika - - Mississippi Queens - - Molotov - - Molotov Jukebox - - Mon Laferte - - Monsieur Periné - - Mr. Pauer - - Nacho Vegas - - Nortec Collective Presents: Bostich + Fussible | - - O Tortuga - - Omar Torrez - - Operación Jarocha & Los Vega - - Polyterror - - Poncho - - Presidente - - Robert Plant & The Sensational Space Shifters - - Roll Circus - - S7n - - San Cisco - - San Pascualito Rey - - Sánchez Dub & Bn Loco - - Seconds - - Siddhartha - - Slktr - - Soldiers of Jah Army - - Sonido Gallo Negro - - Sonido La Conga - - Sonido Pancho - - Sotomayor - - Subatomic Sound System - - Superlitio - - Supersónicos - - Telefunka - - The John Band - - The Last Internationale - - The Melovskys - - The Specials - - The Vaccines - - Tinariwen - - Tino el Pingüino - - Triciclo Circus Band - - Tropikal Forever - - Utopians - - Violentango - - We Are the Grand - - Ximena Sariñana - - Zaide - - Zonora Point & King Dou Dou |

#### Cambios, cancelaciones y actos sorpresa
- - Loquillo (cancelado)
- - Leo Pérez (cancelado)
- - NOFX (cancelado)
- - Agora (acto sorpresa)
- - Austin TV (acto sorpresa)
- - Rebel Cats (acto sorpresa)
- - Natalia Lafourcade & Meme (de Café Tacuba) (acto sorpresa)
- - Quiero Club (acto sorpresa)
- - Liquits & Jessy Bulbo (acto sorpresa)

### Vive Latino 2016
La decimoséptima edición del festival Vive Latino se realizó los días 23 y 24 de abril de 2016.
El cartel oficial se anunció oficialmente el 1 de diciembre de 2015 a las 16:20 horas (GMT-6), debido a modificaciones de la página el cartel se pospuso 40 minutos después de su revelación anunciándose finalmente a las 17:00 horas (GMT-6) en el sitio oficial del festival, en la cual hasta el momento se dio a conocer los grupos que formaran parte de esta decimoséptima edición.
En esta edición se incluirán las Carpas: Carpa Ambulante (en este espacio se proyectaran documentales acerca de cantantes y grupos musicales) y Casa Comedy (en la cual se incluirán comediantes y exponentes de música electrónica, tal y como sucedió en la edición anterior en la Carpa Gozadero Doritos).
Los grupos del cartel son:
| - - Agrupación Cariño - - Ale Moreno (DJ Set) - - Ampersan - - Apolo - - Baroness - - Big Big Love - - Black Overdrive - - Café Tacuba - - Camila Moreno - - Carla Morrison - - Carla Sariñana (DJ Set) - - Charlie Rodd - - Chetes - - Clemente Castillo - - Comisario Pantera - - Cultura Profética - - De Nalgas - - Disco Ruido - - DLD - - Dorian - - Easy Easy - - Eddie y Los Grasosos - - El Juguete Rabioso - - Enrique Bunbury - - Esamipau! (DJ Set) - - Flor Capistran (DJ Set) - - Gepe - - Goran Bregović - - Gustavo Cordera - - Heavy Nopal | - - Ibeyi - - Indios - - Ingrid Beaujean - - Julio Revueltas - - Kanaku y El Tigre - - Kike - - Kill Aniston - - La Chiva Gantiva - - La Real Academia del Sonido - - Las Manos de Filippi - - León Larregui - - Liquits - - Los Abominables - - Los Auténticos Decadentes - - Los Frankys - - Los Norteños Light - - Los Toreros Muertos - - Los Viejos - - Los Yerberos - - Lost Acapulco - - Lospetitfellas - - Love la Femme - - Maligno - - Miss Mara (DJ Set) - - Mcklopedia - - Nach - - Natalia Lafourcade - - No Te Va Gustar - - Nunca Jamás - - Of Monsters and Men | - - Ojo de Buey - - Pedrina y Río - - Piluso - - Plastilina Mosh - - Porter - - Pressive - - Pumcayó - - Qbo - - Rain Shatter - - Reyno - - Rock en tu Idioma Sinfónico - - Samsi (DJ Set) - - Savages - - Sekta Core! - - Silva de Alegría - - Soni Cerón (DJ Set) - - Sputnik - - Surfistas del Sistema - - Systema Solar - - T.a.t. (DJ Set) - - Tex Tex - - The Chamanas - - The Guadaloops - - The Prodigy - - Todos tus Muertos - - Tototomás - - Tungas - - Two Door Cinema Club - - Vetamadre - - Vicentico |

#### Comediantes
- - Alex Fernández
- - Alexis de Anda
- - Carlos Ballarta
- - Daniel Sosa
- - Mauricio Barrientos "Diablito"
- - Mauricio Nieto
- - Pablo Araiza
- - Ricardo O'Farrill
- - Roberto Flores
- - Sofia Niño de Rivera

#### Cambios, cancelaciones y actos sorpresa
En esta edición ningún grupo del cartel hizo su cancelación, ni cambios, ni hubo actos sorpresa en esta edición. Aunque hubo actos de improvisación del Escenario Momentos Indio que fueron actos sorpresa invitando a grupos como:
- - Ely Guerra
- - Ismael Fuentes de Garay
- - Jonás González
- - Maldita Vecindad y los Hijos del Quinto Patio
- - Panteón Rococó
- - Presidente
- - Salón Victoria
- - Triciclo Circus Band

### Vive Latino 2017

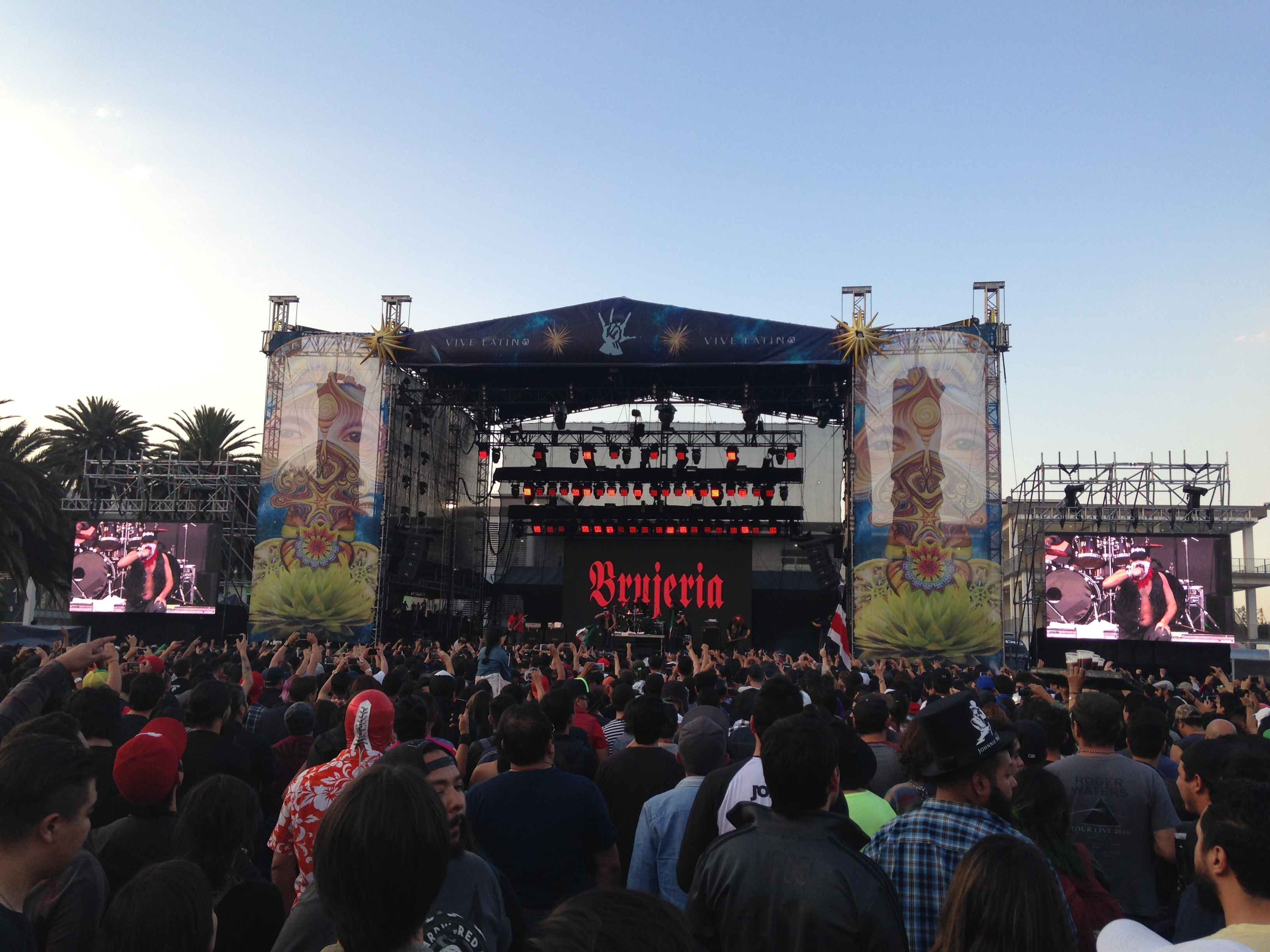
Brujería en el escenario Doritos de Vive Latino 2017.

La decimoctava edición del festival Vive Latino se realizó los días 18 y 19 de marzo del año 2017. Se repite el esquema de dos días del festival, como se hizo en su edición anterior. El line-up preliminar se dio a conocer el día 11 de noviembre de 2016 a las 16:00 horas, así mismo con anticipacion revelando los días en que se realizará el evento.
El día 6 de diciembre de 2016 se dio a conocer el cartel oficial que acompaña la decimoctava edición de este festival. En esta edición nuevamente se incorpora por segunda vez la Carpa Casa Comedy
El cartel es el siguiente:
| - - Ágora - - Akasha - - Antidoping - - Árbol de Ojos - - Attaque 77 - - Babasónicos - - Beta - - Bronco - - Brujería - - Burning Caravan - - Candy - - Carlos Sadness - - Celtas Cortos - - Chingadazo de Kung-Fu - - Costera - - Crew Peligrosos - - Diamante Eléctrico - - Doctor Krápula - - Dolores de Huevos - - Dread Mar-I - - Driven - - El Cuarteto de Nos - - El General Paz & La Triple Frontera - - El Zombie - - Enanitos Verdes - - Esteman - - Faauna | - - Fanko - - Foxygen - - G-Eazy - - Hombres G - - Illya Kuryaki and the Valderramas - - Inspector - - Izal - - Jake Bugg - - Jarabe de Palo - - Javier Corcobado - - Jazmín Solar - - Juana la Rodillona - - JotDog - - Julieta Venegas - - Justice - - Kinky - - La Barranca - - La Pegatina - - La Sonora Santanera - - La Tremenda Korte - - Lira N' Roll - - Little Jesus - - Lng/SHT - - Los Caligaris - - Los Desenchufados - - Los Fabulosos Cadillacs - - Los Rayobacks | - - Los Veltons - - Marky Ramone - - Meme - - Mexican Dubwiser - - Mexican Juligans - - Mon Laferte - - Monocordio - - Moonspell - - Morenito de Fuego - - Neón - - Novedades Carminha - - Okills - - Orkesta Mendoza - - Orquesta 24 Cuadros - - Out of Control Army - - Prophets of Rage - - Rancid - - Seis Pistos - - Shoot the Radio - - Tessa Ia - - The 5.6.7.8's - - The Cavernarios - - The Pretty Reckless - - Thermo - - We Are the Grand - - Xixa - - Zoé |

#### Comediantes
- - Alex Fernández
- - Ana Julia Yeyé
- - Bobby Comedia
- - Carlos Ballarta
- - Cojo Feliz
- - Daniel Sosa
- - Diego Zanassi
- - Fran Hevia
- - Manu NNA
- - Ricardo Quevedo

#### Cambios, cancelaciones y actos sorpresa
- - Wakrat (cancelado)

### Vive Latino 2018
La decimonovena edición del festival Vive Latino se realizara los días 17 y 18 de marzo del año 2018. Se repite el esquema de dos días del festival, como se hizo en su edición anterior. 
El día 7 de noviembre de 2017 se dio a conocer el cartel oficial que acompaña la decimonovena edición de este festival.
El cartel es el siguiente:
| - - 424 - - A.N.I.M.A.L. - - Airbag - - Allison - - Amandititita - - Banda Bastón - - Banda Regional Mixe - - Belako - - Camilo Séptimo - - Cartel de Santa - - Centavrvs - - Chicano Batman - - Cuca - - Donkristobal - - El David Aguilar - - Él Mató a un Policía Motorizado - - Elsa y Elmar - - Enjambre - - Entre Líneas - - Fito Páez - - Francisca y Los Exploradores vs. Juan Ingaramo - - Francisco, El Hombre - - Gondwana - - Gorillaz - - Gran Sur - - El Haragán y Compañía - - Hay un Nosotros - - Heavysaurios | - - Infected Mushroom - - Instituto Mexicano del Sonido - - José Octavio I - - Kali Uchis - - Kchiporros - - Kase.O - - Kuervos del Sur - - Klub (Los Auténticos Reggaementes) - - La Beriso - - La Gusana Ciega - - La Lupita - - La Toma - - La Vela Puerca - - La Vodkanera - - Las Pastillas del Abuelo - - Leslie Grun - - Little Dragon - - Los Amantes de Lola - - Los Amigos Invisibles - - Los Blenders - - Los Cafres - - Los de Abajo - - Los Jaivas - - Los Mesoneros - - Los Monstruos del Espacio Exterior - - Los Pericos - - Love of Lesbian - - Mala Rodríguez - - María Daniela y su Sonido Lasser | - - Millonario - - Molotov - - Morrissey - - Nicola Cruz - - Noel Gallagher's High Flying Birds - - No Tiene la Vaca - - Panteón Rococó - - Paté de Fuá - - Pussy Riot - - PVRIS - - Queens of the Stone Age - - Residente - - Riesgo de Contagio - - Ritmo Peligroso - - Rock en tu Idioma Sinfónico - Vol. II - - Sabino - - San Pascualito Rey - - Santa Estilo - - Sergio Arau & Los Heavy Mex - - Sexy Zebras - - Sierra León - - Swing Original Monks - - Titán - - Tito Fuentes - - Übon - - Vaya Futuro - - Vetusta Morla - - Víctimas del Doctor Cerebro - - Viernes Verde |

#### Comediantes
- Alan Saldaña
- Alex Fernández
- Alexis de Anda
- Carlos Ballarta
- Fabrizio Copano
- Fran Hevia
- Nicho Peñavera
- Ricardo Pérez
- Sandro Ruiz

#### Cambios, cancelaciones y actos sorpresa
- - Los Tres (cancelado)

### Vive Latino 2019
La edición del 20 aniversario del festival Vive Latino se realizó los días 16 y 17 de marzo del año 2019. Se repite el esquema de dos días del festival, como se hizo en su edición anterior.
El día 6 de noviembre del año 2018, la banda Editors filtró a través de su cuenta de Twitter el cartel oficial que acompañó la vigésima edición de este festival.
El 20 aniversario del Vive Latino contó, por primera vez en su historia, con funciones de lucha libre, mismas que estuvieron a cargo de la empresa mexicana Lucha Libre AAA Worldwide y para el cual se creó el Campeonato Vive Latino que se disputó en la lucha estelar del domingo.
Las presentaciones del mencionado deporte se desarrollaron en los dos días del evento musical, mismas que constaron de cuatro funciones con gladiadores de la talla de La Parka, Chessman, Psycho Clown, Lady Shani y La Hiedra.  Asimismo, los luchadores realizaron diversas actividades durante el Vive Latino 2019, entre las cuales destacan clases de lucha libre. 
El cartel fue el siguiente:
| - - Alemán - - Alfonso André y Amigos presentan: Tributo a David Bowie - - Bandalos Chinos - - Bengala - - Bomba Estéreo - - Café Tacvba - - Caifanes - - Cirse - - Correos - - Daniela Spalla - - División Minúscula - - Draco Rosa - - Editors - - El Gran Silencio - - El Tri - - Enrique Bunbury - - Fantastic Negrito - - Fermín IV - - Flor de Toloache - - Foals - - Fobia - - Galindo - - Gandhi - - Guasones - - Hælos - - Hello Seahorse! - - Ilegales - - Intocable - - Javier Bátiz - - Juanes | - - Juanse - - Jumbo - - Kill Aniston - - Korn - - La Castañeda - - La Clica - - La Pingos Orquesta - - La Sexta Vocal - - Lanza Internacional - - Liquits - - Los Afro Brothers - - Los Estrambóticos - - Los Tres - - Los Viejos - - LP - - Mabiland - - Machingon - - Mad Tree - - María Barracuda - - Mateo Kingman - - Miguel Mateos - - Miranda! - - Nach - - Nana Pancha - - Noah Pino Palo - - Odisseo - - Orquesta Damasó Pérez Prado - - Orquesta Mondragón - - Óscar Chávez | - - Rastrillos - - Rude Boys - - Sabo Romo & Tania Libertad - - Santana - - Santa Sabina - - Siddhartha - - Ska-P - - Skip & Die - - Snow Patrol - - Sonido Gallo Negro - - Stoner Love - - Strike Master - - Technotronic - - The 1975 - - The Bomboras - - The Inspector Cluzo - - The Plastics Revolution - - Tino el Pingüino - - Too Many Zooz - - Turf - - Vaquero Negro - - Viva Suecia - - Ximena Sariñana - - Zona Ganjah |

#### Comediantes
- - Mauricio Barrientos "El Diablito"
- - La Bea
- - Ibrahim Salem
- - Juan Carlos Escalante
- - Pablo Morán
- - Mau Nieto
- - Camilo Sánchez
- - Lalo Elizarrarás
- - Ray Contreras

#### Lucha Libre Triple A
- Sábado 16 de marzo

Primera Función
- Lucha en parejas femenil.

Vainilla, La Hiedra Vs Keyra, Star Fire. 
- Lucha en parejas varonil.

Lanzelot, Máscara de Bronce* Vs Tiger Boy, Dave the Clown*.
- Máscara de bronce y Dave the Clown no se presentaron para esta función, en su lugar se presentaron Golden Magic y Chessman respectivamente.

referee Raúl "Copetes" Salazar.
Segunda Función
- Lucha por el Campeonato mundial mini-Estrellas AAA.

Mini Psycho Clown Vs La Parkita Negra Vs La Parkita Vs Dinastía Vs Mini Murder Clown Vs Mini Monster Clown.
- Lucha Estelar Tercias Varonil.

Golden Magic*, Bengala Jr, Argenis Vs Chessman*, Murder Clown, Monster Clown.
- Golden Magic y Chessman no se presentaron para esta función, en su lugar se presentaron Máscara de bronce y Dave the Clown respectivamente.

referee Raúl "Copetes" Salazar.
- Domingo 17 de marzo.

Primera Función
- Lucha en parejas Varonil.

Niño Hamburgesa, Solaris Vs La Parka Negra, Chicano.
- Lucha en parejas mixta.

Lady Shani, El Hijo de Vikingo Vs Faby Apache, Villano III Jr.
Segunda Función.
- Lucha en parejas Varonil.

Myzteziz Jr, Psycho Clown Vs El Hijo del Fantasma, Averno.
- Lucha estelar por el campeonato Vive Latino AAA.

La Parka Vs El Texano Jr. Vs Pagano.

#### Cambios, cancelaciones y actos sorpresa
- - Dillon Francis (cancelado)
- - La Maravillosa Orquesta del Alcohol (cancelado)
- - Oi-Skall Mates (cancelado)
- - Rawayana (cancelado)

### Vive Latino 2020
La edición 21 del festival Vive Latino se realizó los días 14 y 15 de marzo del año 2020. Se repite el esquema de dos días del festival, como se hizo en su edición anterior. El festival pudo ser llevado a cabo pese a la Pandemia de COVID-19 debido a que para esa fecha solo había en el país 41 casos registrados de infectados por importación y un caso relacionado con importación, es decir aun no existía transmisión local de la enfermedad por lo cual no había riesgo para los asistentes al evento. En días posteriores no se registró ni un asistente contagiado por haber acudido al festival el cual fue llevado a cabo bajo distintas medidas de salubridad, tanto en la zona de backstage como en la zona destinada para el público para evitar contagios de Covid por recomendación de las autoridades sanitarias. Como medida de prevención ante la pandemia, los organizadores tomaron la temperatura corporal de los asistentes donde se identificó a 27 personas con fiebre a los cuales se les hicieron pruebas para descarta contagios de Covid- 19.
El día 20 de noviembre del año 2019, se revelaron los primeros confirmados del cartel oficial a través de anuncios espectaculares en varias partes de la Ciudad de México a que consisten en unas pistas con las ilustraciones alusivas de cada artista.
Debido al cierre de fronteras en diversos países muchas bandas no pudieron llegar a la Ciudad de México por lo que cancelaron su participación, excepto por Gustavo Santaolalla quien se había presentado días antes, junto a otros músicos, en el tributo a Soda Stereo que se llevó a cabo en el Foro Sol, quién decidió no participar en el festival por prevención. En su lugar el sábado 13 de marzo se anunció que Inspector, Camilo Séptimo Y Moderatto, se presentarían el diá 14 de marzo, en sustitución de Rodrigo y Gabriela, Milky Chance y Mogwai respectivamente.
Por segundo año consecutivo, Lucha Libre AAA Worldwide  estuvo presente en el Vive Latino. En esta edición se volvió a disputar el Campeonato Vive Latino el cual quedó vacante tras la muerte de La Parka a principios de año.
En esta edición se instaló un nuevo escenario en la cancha de fútbol ubicada en la plana norte del Autodrómo Hermanos Rodríguez, el cual sería el tercero de mayor capacidad en el festival para sumar un total de 6 escenarios en el festival.
El cartel fue el siguiente:
| - - 31 Minutos - - Andrés Calamaro - - Armando Palomas - - Axel Catalán - - Babasónicos - - Batallas de Campeones - - Bersuit Vergarabat - - Bratty - - Camilo Séptimo - - Carlos Sadness - - Carlos Vives - - Charles Ans - - Chetes - - Chico Trujillo - - Cultura Profética - - Damas Gratis - - Desorden Público - - Disidente - - DLD - - Duki - - Ed Maverick - - El Cuarteto de Nos - - El Poder del Barrio - - Elefantes - - Ely Guerra - - Feria de Frescos | - - Fidel Nadal - - Flor Amargo - - Francisca Valenzuela - - Gera MX - - Girl Ultra - - Golden Ganga - - Guns N' Roses - - Hamac Caziim - - Indios - - Inspector - - Jupiter & Okwess - - La Bruja de Texcoco - - La Doble A - - La Garfield - - Leiva - - Little Jesus - - Los Daniels - - Los Tucanes de Tijuana - - Madame Récaimer - - MexFutura - - Moderatto - - Negro y Las Nieves de Enero - - No Wrong Numbers - - Nortec Collective Presents: Bostich + Fussible - - Odio a Botero | - - Pillanes - - Porter - - Rebel Cats - - Rey Pila - - Reyno - - Rubytates - - Salón Victoria - - Salvador y el Unicornio - - Say Ocean - - Sho-Hai - - Silvana Estrada - - Skott - - The Cardigans - - The Phantom Four - - The Rasmus - - The Warning - - The Wookies - - Valsian - - Vicentico - - Victoria Malawi - - Yucatán a Go-Go - - Zero Kill - - Zoé: Unplugged |

#### Comediantes
- - Alex Fernández
- - Ana Julia Yeyé
- - Daniel Sosa "Stereo Sosa"
- - Fideo Cósmico
- - Fran Hevia
- - Isabel Fernández
- - Lalo Villar, Cojo Feliz, El Tío Robert y El Chaparro Salazar "La Logia"
- - Ricardo Pérez y José Luis Slobotzky "La Cotorrisa"
- - Manu Nna
- - Sandro Ruíz y Lalo Elizarráras "Prietos en Aprietos"

#### Lucha Libre Triple A
- Sábado 14 de marzo

Lucha inicial
- Lucha en parejas mixta.

Vainilla, Eclipse Vs Hades, Mamba. 
Lucha Especial
- Lucha en jaula por el Campeonato mundial mini-Estrellas AAA.

Mini Psycho Clown Vs La Parkita Negra Vs La Parkita Vs Dinastía Vs Octagoncito Vs Laredo Boy.
Lucha Semifinal
- Lucha en parejas varonil.

Bengala Jr, Australian Suicide Vs Arez, Último Maldito.
Lucha Estelar
- Lucha en parejas Varonil

Aero Star, Máximo Vs El Texano Jr.*, La Parka Negra
Referee: Piero "El internacional".
- Domingo 15 de marzo.

Lucha inicial
- Lucha en parejas mixta.

Keyra, Niño Hamburgesa Vs Lady Maravilla, Villano III Jr. 
Lucha especial
- Lucha en tercias varonil.

El Hijo del Vikingo, Mr. Iguana, Aramis Vs Mocho Cota Jr., Tito Santana, Carta Brava Jr.
Lucha Semifinal
- Lucha en parejas varonil.

Mizteziz Jr, Octagon Jr. Vs Argenis, Abismo Negro Jr.
Lucha Estelar
- Lucha en Jaula por el Campeonato Vive Latino

Pagano Vs Drago Vs Averno Vs Dave the Clown
Referee: Piero "El internacional".

#### Cambios, cancelaciones y actos sorpresa
- - All Them Witches (cancelado)
- - Ambar Lucid (cancelado)
- - Biznaga (cancelado)
- - Black Pumas (cancelado)
- - Enrique Bunbury (cancelado)
- - Fangoria (cancelado)
- - Gustavo Santaolalla (cancelado)
- - Kyary Pamyu Pamyu (cancelado)
- - Milky Chance (cancelado)
- - Mogwai (cancelado)
- - Portugal. The Man (cancelado)
- - Rodrigo y Gabriela (cancelado)
- - She Wants Revenge (cancelado)
- - Soulwax (cancelado)
- - Usted Señálemelo (cancelado)
- - Vetusta Morla (cancelado)
- - El Príncipe (tributo a José José) (acto sorpresa)

### Vive LatinoEspaña 2020
La primera edición del Festival Vive Latino en España, se canceló debido a los problemas acerca de la situación del COVID-19 pero informaron los organizadores del evento en el país, que se organizará en Zaragoza, el 10 y 11 se septiembre de 2021.

### Vive Latino 2021
No se realizó la edición de este año debido a la pandemia de COVID-19 siendo la tercera ocasión en que no se realiza el festival desde las ediciones canceladas de 1999 y 2002 y la primera debido a cuestiones de salud, El sitio oficial del Festival Vive Latino trasladó la sede para los días 19 y 20 de marzo de 2022 en el sitio oficial de la página del festival.

### Vive Latino 2022
Se realizará la edición del 2022 después de la pausa de un año debido a la pandemia de COVID-19. Se llevará en los días 19 y 20 de marzo, el 9 de octubre las redes sociales del Vive Latino comenzaron a publicar videos con canciones de los artistas que vendrán para la edición 2022.
El 11 de octubre se reveló el cartel oficial, conformado de los siguientes artistas en orden alfabético:
| - - Ágora - - Aczino - - All Them Witches - - Ambar Lucid - - Banda MS - - Batallas de Campeones - - Biznaga - - Blssom - - Black Pumas - - Bruses - - Camilo Séptimo - - Cecilia Toussaint - - Centavrvs - - Conociendo Rusia - - C. Tangana - - Cnvs - - Daniel Quién - - Dread Mar-I - - Elis Paprika - - Erich - - Eruca Sativa - - Fangoria - - Fernando Delgadillo - - Frank's White Canvas - - Gary Clark Jr. - - Gepe - - Gran Sur - . Grandson - - Groove Armada - - Gustavo Santaolalla - - Javier Blake - - Julieta Venegas - - Kevin Kaarl - - La Banda del Bisonte - - La Delio Valdez - - La Gusana Ciega - - La Isla Centeno - - La Lupita | - - La Tribu - - Los Auténticos Decadentes - - Limp Bizkit - - Los Blenders - - Lido Pimienta - - Los Cogelones - - Los Fabulosos Cadillacs - - Los No Tan Tristes (Gera MX, Nanpa Básico & Charles Ans) - - Los Señores - - Luis Pescetti - - Love of Lesbian - - Making Movies - - Maldita Vecindad y los Hijos del Quinto Patio - - Massacre - - Milky Chance - - Moenia - - Mogwai - - Nancys Rubias - - Oh'laville - - Okills - - Patrick Miller - - Pelo Madueño - - Ramona - - Pixies - - Residente - - Serbia - - Santa Fe Klan - - Son Rompe Pera - - Siddhartha - - Taburete - - Technicolor Fabrics - - The Guadaloops - - The Marias - - Trueno - - Vanessa Zamora - - Vetusta Morla - - Wos |

#### Lucha Libre Triple A
- Sábado 19 de marzo

Lucha inicial
Lady Shani, La Parkita Vs La Hiedra, Parkita Negra
Segunda Lucha
- Lucha en parejas varonil.

Mr. Iguana, Niño Hamburguesa Vs Villano III Jr., Argenis
Lucha Semifinal
- Lucha en parejas varonil.

Myzteziz Jr, Octagon Jr. Vs Latigo, Arez
Lucha Estelar
- Lucha en parejas varonil.

Murder Clown, Chessman Vs La Parka Negra, Abismo Negro Jr.
Referee: Piero "El internacional".
- Domingo 19 de marzo.

Lucha inicial
Aramis, Octagoncito Vs Toxin, Mini Psycho Clown
Segunda Lucha
Faby Apache, Pimpinela Escarlata Vs Lady Maravilla, Mamba
Lucha Semifinal
- Lucha en parejas varonil.

Drago, Aero Star Vs Mocho Cota Jr., Tito Santana Jr,
Lucha Estelar
- Mano a mano por el campeonato Vive Latino.

Dave the Clown Vs Cuatrero
Referee: Hijo del Tirantes

#### Cambios, cancelaciones y actos sorpresa
- - Devendra Banhart (cancelado)

### Vive Latino españa2022
Fue la primera edición que se realizó en España después de que se pospusiera debido a la pandemia de COVID 19 que canceló el festival dos veces 2020 y 2021 se realizó los días 2 y 3 de septiembre.
Aquí todos los artistas que participaron por orden alfabético :
- - aterciopelados
- - Babasónicos
- - bebe
- - cafe tacuba
- - Caligaris
- - Carlos sadness
- - Cecilia G
- - centavrvs
- - Coque Malla
- -dengue dengue dengue
- - Enrique Bunbury
- - Instituto Mexicano del Sonido
- - Iván Ferreiro
- - Kase.O
- - Kumbia Queers
- - Leiva
- - León Benavente
- - little Jesus
- - love of lesbian
- - María guadaña
- - Mikel Erentxun
- - Miss Caffeina
- - Molotov
- - Mon Laferte
- - mula
- -  Nortec Collective
- - R de rumba DJ rulo y la contrabanda
- - Sho-Hai
- - Sidonie
- - Silvana Estrada
- - Taburete
- - trashi
- - Vetusta Morla
- - Ximena Sariñana

### Vive Latino 2023
La edición 23 del Festival Vive Latino se anunció oficialmente el 19 de octubre de 2022, revelando antes de su revelación los primeros grupos confirmados que son Red Hot Chili Peppers, Alt-J y Austin TV para la edición 23 del Festival Vive Latino. Se realizó los días 18 y 19 de marzo de 2023.
El cartel hasta el momento es el siguiente:
| - - 2 Minutos - - Alemán - - Álex Ferreira - - Allison - - Alt-J - - Amandititita - - Ästra - - Austin TV - - Astronomía Interior - - Batalla de Campeones Delux - - Bandalos Chinos - - Buscabulla - - Café Tacuba - - Cala Vento - - Carín León - - Carla Morrison - - Circa Waves - - Coque Malla - - Daniela Spalla - - De Saloon - - Dharius - - Duki - - Elsa y Elmar - - Enjambre - - Estelares - - Esteman - - Gayle - - Grupo Pesado - - Guitarricadelafuente - - Insurpipol - - Justin Morales - - Kase.O (Jazz Magnetism) - - Kinky - - La Dame Blanche - - La Maravillosa Orquesta del Alcohol - - La Santa Cecilia - - Las Áñez - - Las Ligas Menores - - Lauri García - - Leiva | - - León Larregui - - Leonardo de Lozanne - - Lila Downs - - Los Bunkers - - Los Caligaris - - Los Claxons - - Los Dynamite - - Los Estrambóticos - - Los Mirlos - - Los Pericos - - Los Santos Inocentes - - Lost Acapulco - - MC Davo - - Miranda! - - Miss Caffeina - - Monsieur Periné - - Neto Peña y Yoss Bones - - Odisseo - - Paul Oakenfold - - Plastilina Mosh - - Qbo - - Queralt Lahoz - - Rayos Láser - - Real de Catorce - - Red Hot Chili Peppers - - Resorte - - Reyno - - Sen Senra - - Sergio Arau - - Siamés - - Sidonie - - Silvestre y la Naranja - - Solo Valencia - - Steve 'N' Seagulls - - The Black Crowes - - Tokyo Ska Paradise Orchestra - - UB40 - - Vivir Quintana - - Yorka |

### Cambios, cancelaciones y actos sorpresa
- - Herencia de Patrones (cancelado)
- - Gayle (cancelado)

### Vive Latino España2023
Fue la segunda edición que se llevó acabo en España en 2023 se realizó los días 8 y 9 de septiembre.
Conto con cartel confirmado por las siguientes artista por orden alfabético:
- - Ana Tijoux
- - Andrés Calamaro
- - calavera
- - Camilo Séptimo
- - Carla Morrison
- - Carolina Durante
- - Dani Fernández
- - Delaporte
- - Depedro
- - Elefantes
- - Erin Memento
- - Fuel Fandango
- - gran bob
- - Jorge Drexler
- - Juanes
- - Lila Downs
- - Julieta Venegas
- - los Bengalas
- - Loquillo
- - Los Bunkers
- - Lori Meyers
- - Los Santos Inocentes
- - los Fabulosos Cadillacs
- - Los Zigarros
- - Lucía Tacchetti
- - mastodonte
- - M Clan
- - Morgan
- - Muchachito Bombo Infierno
- - Natalia Lacunza
- - No Te Va Gustar
- - Panteón Rococó
- - Sara Hebe
- - Sexy Zebras
- - Sidecars
- - Tachenko
- - Viva Suecia
- - Xoel López

### Vive Latino 2024
La edición 24 del Festival Vive Latino se anunció oficialmente el 12 de noviembre de 2023. Se realizó los días 16 y 17 de marzo de 2024. No se efectuó en el Foro Sol debido a que este escenario está en remodelación; en su lugar, se realizó en la curva 4 del Autódromo Hermanos Rodríguez.
El cartel hasta el momento es el siguiente:
| - - Akil Ammar - - Alcolirykoz - - Arroba Nat - - Babasónicos - - Bad Religion - - Banda Bastön - - Bratty - - Belanova - - Billy Idol - - BuenRostro - - Black Veil Brides - - C-Kan - - Cabra - - Chingadazo de Kung-Fu - - DannyLux - - Dante Spinetta - - Depedro - - Depresión Sonora - - Destripando la Historia - - Diamante Eléctrico - - El Columpio Asesino - - Fito Páez - - Future Islands - - Florián - - Genitallica - - Greta Van Fleet - - Gogol Bordello - - Hombres G - - Insite - - Instituto Mexicano del Sonido - - Isaac et Nora - - James - - Jaze - - Jorge Drexler - - José Madero - - Junior H - - Kchiporros - - Kerigma - - Kevin Kaarl - - Kings of Leon - - La Adictiva - - La Bande-son Imaginaire - - La Castañeda - - La Pegatina | - - La Vela Puerca - - Las Ultrasónicas - - Lng/SHT - - Lori Meyers - - Los Cafres - - Los Choclok - - Los Infierno - - Los Lobos - - Los Muchachos (Simpson Ahuevo, Go Golden Junk & Robot95) - - Los Zigarros - - Maná - - Marissa Mur - - Muerdo - - Nash - - No Te Va Gustar - - Out of Control Army - - Panteón Rococó - - Peces Raros - - Poolside - - Portugal. The Man - - Prayers - - Ralphie Choo - - Rawayana - - Renee - - Sabino - - Sad Breakfast - - Sara Hebe - - San Pascualito Rey - - Santa Fe Klan - - Semisonic - - Sgt. Papers - - Silvana Estrada - - Slot Machine - - Sonido Gallo Negro - - Stilo - - Sussie 4 - - The Rambler's Blues Band - - The Warning - - Troker - - Vaquero - - Wiplash - - YSY A - - Yves Tumor |

#### Cambios, cancelaciones y actos sorpresa
- - Cartel de Santa (cancelado)
- - Millonario (cancelado)
- - Paramore (cancelado)
- - Scorpions (cancelado)

### Vive Latino España2024
Fue la tercera edición que se llevó acabo en España en 2023 se realizó los días 6 y 7 de septiembre.
Conto con cartel confirmado por las siguientes artista por orden alfabético
- - Bandalos Chinos
- - Bomba Estereo
- - Chata Flores
- - Cuti Vericad
- - Dorian
- - Elem
- - Enjambre
- - El Columpio Asesino
- - Ginebras
- - Hombres G
- - Jimena Amarillo
- - Ilegales
- - Kevin Kaarl
- - Kiko Veneno
- - Kinky
- - La Cabra Mecánica
- - La Habitación Roja
- - La Pegatina
- - Los auténticos decadentes
- - León Larregui
- - Los Planetas
- - Miranda!
- - Mikel Izal
- - Niños del Brasil
- - Porter
- - Rada Mancy
- - Rosin de Palo
- - Rufus T. Firefly
- - SFDK
- - Siddhartha
- - standstill
- - Travis Birds
- - Triángulo de Amor Bizarro
- - Trueno
- - Varry Brava

### Vive Latino 2025
La vigesimaquinta edición o edición 25 del Festival Vive Latino fue anunciada oficialmente el día 25 de octubre de 2024, como conmemoración de los 25 años del festival:
El cartel anunciado previamente es el siguiente
| - - Alto Grado - - Arde Bogotá - - Astropical - - Aterciopelados - - Caifanes - - Caloncho - - cKovi - - Clubz - - Daniel, Me Estás Matando - - Dillom - - División Minúscula - - Draco Rosa - - DRIMS - - Duncan Dhu - - Easykid - - Eden Muñoz - - Efecto Pasillo - - El Cuarteto de Nos - - El Gran Silencio - - El Haragán y Compañía - - Él Mató a un Policía Motorizado - - El Kuelgue - - Foster the People - - Ginebras - - Happy-Fi - - Iseo & Dodosound - - Jarabe de Palo (homenaje a Pau Donés) - - Jay de la Cueva - - Jesse Baez - - Kany García - - Keane - - Kikuo - - La Delio Valdez | - - La Lupita - - La Santísima Voladora - - León Benavente - - Little Jesus - - Los Ángeles Azules - - Los Concorde - - Los Esquizitos - - Los K'Comxtles - - Los Planetas - - Lospetitfellas - - Meme del Real - - Macario Martínez - - Midnight Generation - - Mikel Izal - - Miki - - Molotov - - Mon Laferte - - Motel - - Nortec Collective: Bostich + Fussible - - Porter - - Pressive - - Robot95 - - Royal Republic - - Rüfüs Du Sol - - Scorpions - - Sepultura - - Siddhartha - - The Guapos - - Usted Señalemelo - - Víctimas del Doctor Cerebro - - Vilma Palma e Vampiros - - Zoé |

#### Cambios, cancelaciones y actos sorpresa
- - Raphael (cancelado)
- - Música pa' mandar a volar [a 1] (acto sorpresa)